# 安德烈·格罗莫夫
安德烈·安东诺维奇·格罗莫夫（俄語：Андрей Антонович Громов，1887年—1922年）是一位俄罗斯电影演员，曾出演过大约40部电影。他于1922年2月14日在里加因结核病去世，葬礼举行于2月18日，之后他被葬在里加當地一座公墓，坟墓没能保存至今。